# Museo del Chocolate de Astorga
El Museo del Chocolate es un museo ubicado en la ciudad española de Astorga (León) que conserva la memoria de la industria del chocolate en la ciudad, que llegó a albergar más de medio centenar de fábricas. Muestra la historia del cacao y del chocolate, la maquinaria y los utensilios para elaborar el chocolate y la cartelería de la publicidad para la venta y la distribución.

## Historia
La industria del chocolate fue muy importante en Astorga desde mediados del siglo XIX hasta el primer tercio del XX; por ejemplo, en 1916 había 41 fabricantes, de los cuales siguen en funcionamiento cuatro. Con estos antecedentes, José Luis López García, comerciante de telas astorgano, comenzó  a reunir maquinaria, utensilios, cartelería y un sinfín de objetos referentes al mundo del chocolate.
El 13 de diciembre de 1994 la colección de José Luis López se expuso en una nave de su propiedad con el nombre de Museo del Chocolate, convirtiéndose en el primer museo de España y el segundo de Europa dedicado al cacao y el chocolate. A comienzo de los años 2000 el Ayuntamiento de Astorga adquirió la colección completa y el 1 de enero de 2005 el museo pasó a ser de titularidad municipal. El 14 de febrero de 2015 el museo estrenó nueva sede, el palacete modernista del chocolatero Magín Rubio, construido por el arquitecto Eduardo Sánchez Eznarriaga para servir de residencia, almacén y fábrica de chocolate.

## Colección
El museo se compone de nueve salas distribuidas en dos plantas:

### Planta baja
- Se muestra todo lo relacionado con la producción del cacao, su llegada a España, la tradición chocolatera en la ciudad, la elaboración del chocolate y la maquinaria para ello.
- Formas de elaboración del chocolate en Astorga. Piezas y utensilios relacionados con la elaboración del chocolate de manera manual.
- Catálogos de maquinaría y documentos administrativos relacionados con su fabricación.
- Una sala dedicada a exposiciones temporales, talleres y actividades.
- Recreación de una tienda de época.

### Planta superior
- Un espacio de recuerdo al fundador del museo, José Luis López.
- Una escultura del dios Quetzacoalt, realizada por el artista Antonio Morales.
- Objetos relacionados con la preparación y el consumo del chocolate popular.
- Piedras litográficas y planchas de zinc, así como sus correspondientes impresiones.
- Piezas relacionadas con la publicidad y la impresión de anuncios, etiquetas, carteles de cine, colecciones de cromos y calendarios de época, además de envases.

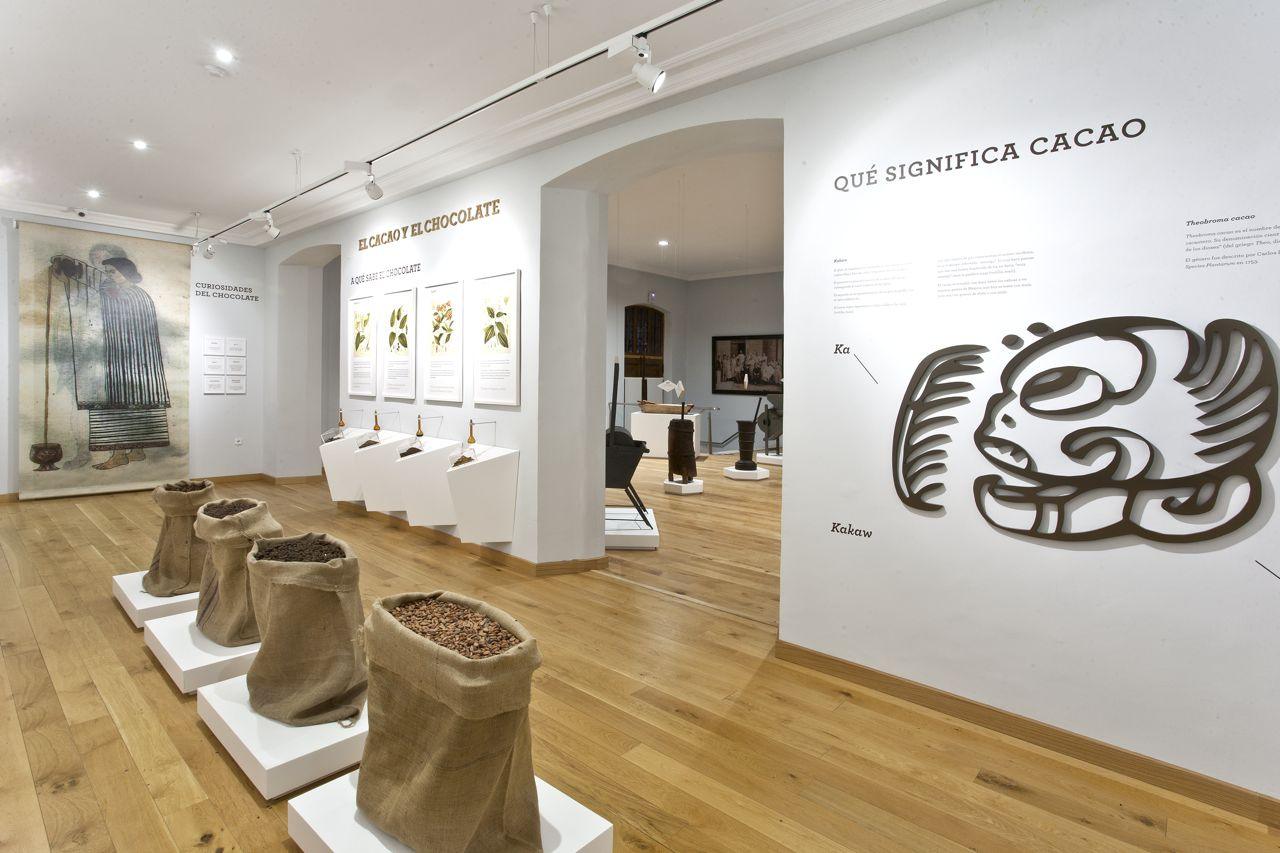
Sala II
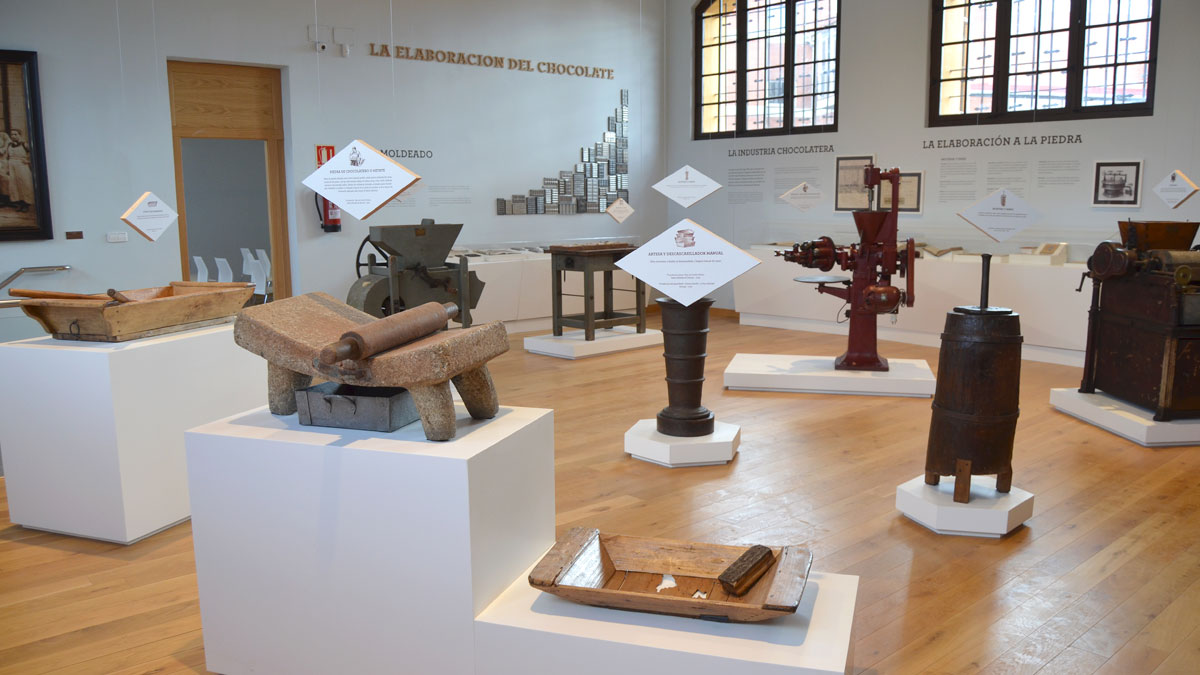
Sala III
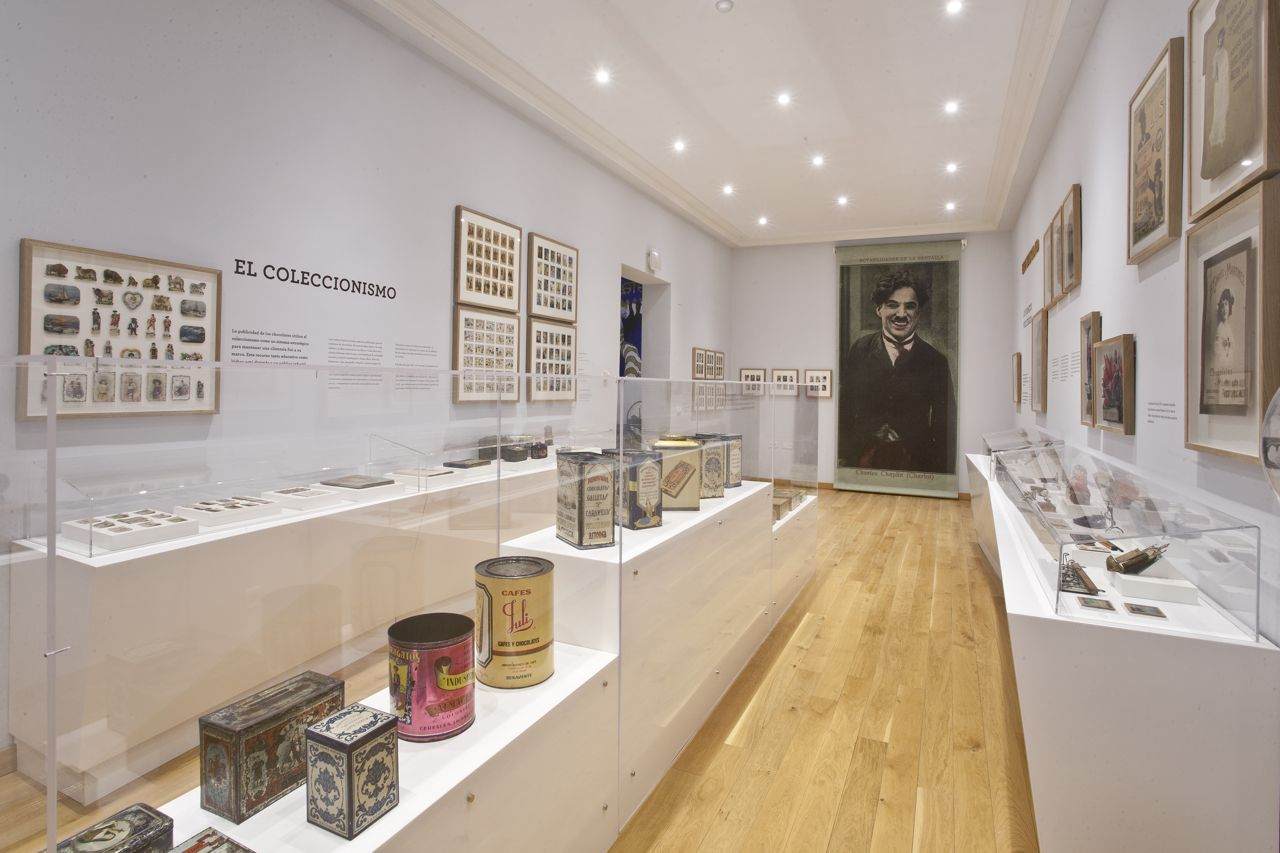
Sala VI
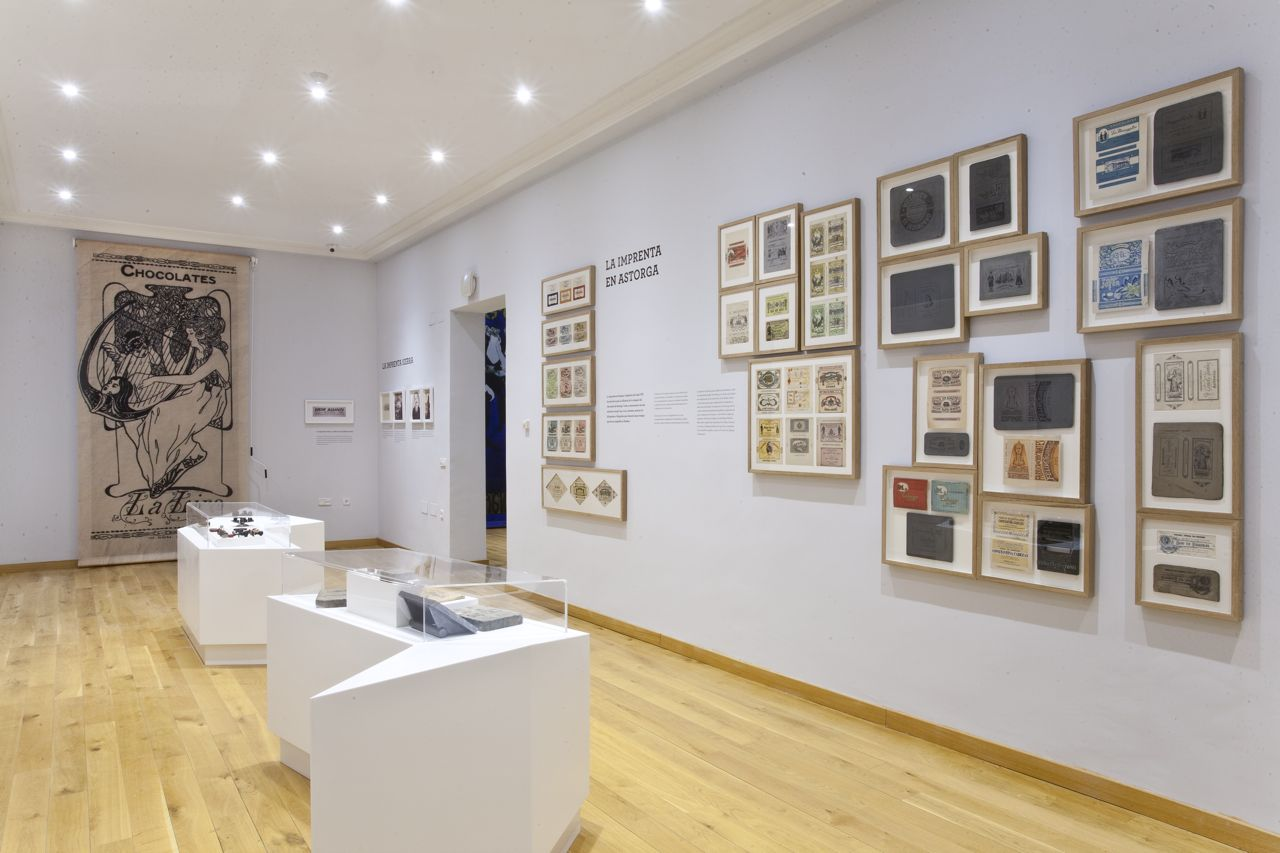
Sala VIII